# Alan Cabello Forns
Alan Cabello Forns (Barcelona, 15 de febrero de 1988) es un deportista español que compitió en natación, especialista en el estilo combinado.
Ganó tres medallas de bronce en el Campeonato Europeo de Natación en Piscina Corta entre los años 2008 y 2010.
Estudió Ingeniería Informática en la Universidad Pompeu Fabra.

## Palmarés internacional
| Campeonato Europeo en Piscina Corta | Campeonato Europeo en Piscina Corta | Campeonato Europeo en Piscina Corta | Campeonato Europeo en Piscina Corta |
| Año                                 | Lugar                               | Medalla                             | Prueba                              |
| ----------------------------------- | ----------------------------------- | ----------------------------------- | ----------------------------------- |
| 2008                                | Rijeka (Croacia)                    | Medalla de bronce                   | 200 m estilos                       |
| 2009                                | Estambul (Turquía)                  | Medalla de bronce                   | 200 m estilos                       |
| 2010                                | Eindhoven (Países Bajos)            | Medalla de bronce                   | 100 m estilos                       |